# Dywizja Osipa Szczerbatowa
Dywizja Osipa Szczerbatowa – dywizja wojsk rosyjskich okresu połowy XVII wieku. Podczas kampanii cudnowskiej wojny polsko-rosyjskiej (1654–1667) dywizja wchodziła w skład armii pod dowództwem Wasyla Szeremietiewa, wojewody kijowskiego.
Liczyła 3900 żołnierzy. Obozowała pod Kotelnią, a następnie została pokonana w bitwie pod Cudnowem na Wołyniu (jesień 1660).

## Stan liczebny
- 2700 kawalerzystów
  - 1 rota nadworna – 200 ludzi
  - 5 sotni jazdy szlacheckiej
  - 2000 rajtarii
- 1200 dragonów